# Шењије ла Балм
Шењије ла Балм (фр. Cheignieu-la-Balme) је насељено место у Француској у региону Рона-Алпи, у департману Ен (Рона-Алпи).
По подацима из 2011. године у општини је живело 159 становника, а густина насељености је износила 25,4 становника/km².

## Демографија
| 1962. | 1968. | 1975. | 1982. | 1990. | 2011. |
| ----- | ----- | ----- | ----- | ----- | ----- |
| 156   | 141   | 141   | 141   | 110   | 159   |